# 托菲加·法拉尼
托菲加·瓦瓦卢·法拉尼（英語：Tofiga Vaevalu Falani）是吐瓦魯的一名牧师，自2021起担任吐瓦魯總督，自2008年起担任图瓦卢教会主席。他以教会主席的身份，代表教会出席了2009年和2011年世界教会理事会、中央委员会的会议。
2021年9月，法拉尼獲当时的女王伊丽莎白二世任命为总督。作为总督，法拉尼代表图瓦卢在位君主（目前為查爾斯三世），因此有效執行国家元首職務。法拉尼此前于2017年8月14日担任代理总督，当时总督伊阿科巴·泰亚·伊塔莱利未能視事。